# Dąbrówka Osuchowska
Dąbrówka Osuchowska – wieś w Polsce położona w województwie podkarpackim, w powiecie mieleckim, w gminie Czermin.
| SIMC    | Nazwa    | Rodzaj    |
| ------- | -------- | --------- |
| 0647836 | Podlesie | część wsi |

Wieś wzmiankowana w 1674 roku. Miejsce strajków chłopskich i wystąpień w 1937 roku. Zginął wówczas 17 letni Stanisław Borowiec z Brnia Osuchowskiego, a 42 osoby zostały ranne. Następstwem tych zajść była pacyfikacja wsi przez policję i aresztowanie 72 osób, z czego 40 w samej Dąbrówce Osuchowskiej. Dla upamiętnienia tych wydarzeń ufundowano tablicę pamiątkową. Zachowały się pozostałości dawnego dworu z XIX wieku. Teren wsi wejdzie w skład projektowanego Przecławskiego Obszaru Chronionego Krajobrazu.